# Felicia Montealegre
Felicia María Cohn Montealegre (San José, Costa Rica; 6 de febrero de 1922 - East Hampton, Nueva York; 16 de junio de 1978), conocida también como Felicia Montealegre o Felicia Montealegre Bernstein, fue una actriz chilena-costarricense, conocida por sus interpretaciones  en la televisión y en el teatro dentro y fuera de Broadway. Se presentó como narradora y como actriz en muchos eventos en los Estados Unidos, incluso en muchos en los que el director fue su esposo, Leonard Bernstein.

## Biografía
Felicia Cohn Montealegre nació en el Barrio Amón del distrito Carmen, San José ciudad, San José, Costa Rica, siendo la hija de la costarricense Clemencia Montealegre Carazo y de Roy Elwood Cohn, director de la American Smelting and Refining Company (no confundir con Roy Cohn, asistente de Joseph McCarthy). Por su lado materno, era la tataranieta de Mariano Montealegre Bustamante, fundador de esa familia en Costa Rica y  su  primer Vicejefe de Estado. Por su lado paterno era judía, aunque ella creció en Chile  bajo el catolicismo y luego se convirtió al judaísmo al casarse con Leonard Bernstein.
Conocida como la «mujer más bella de Chile», estudió en Santiago, en el Colegio de las Monjas Francesas. A los 21 años se estableció en Nueva York, donde estudió piano con Claudio Arrau, y conoció a Leonard Bernstein en una fiesta que dio Arrau en 1946. Tuvo una larga relación con el actor Richard Hart y luego de su muerte en 1950 se casó con Bernstein en 1951. Tuvieron tres hijos, Jamie (1952), Alexander (1955) y Nina (1962). Residieron en el edificio The Dakota del Upper West Side de Nueva York.
En 1970 su esposo y ella organizaron un evento benéfico para las Panteras Negras. El The New York Times en principio los apoyó pero luego tuvo negativas reacciones debido a un artículo irreverente de Tom Wolfe que acuñó el término «Radical Chic». La pareja respondió solidarizándose con la preocupación por los derechos civiles y libertades individuales.
Bernstein asumió su bisexualidad en 1976 y abandonó a Felicia por su compañero Tom Cothran. Al año siguiente, cuando ella fue diagnosticada de cáncer de pulmón, regresó junto a ella, acompañándola hasta su muerte.
Como actriz participó en el recitado de Sinfonía Kaddish y en El martirio de San Sebastián (de Debussy).
En televisión actuó en Casa de muñecas, de Henrik Ibsen, y en Broadway en Poor Murderer, en 1976. En 1955 actuó junto a Louis Jourdan en Tonight in Samarkand, de Jacques Deval, en Princeton.